# Пізенери (Шумшеваське сільське поселення)
Пізене́ри (рос. Пизенеры, чув. Пиçенер Туктамăш) — присілок у складі Аліковського району Чувашії, Росія. Входить до складу Шумшеваського сільського поселення.
Населення — 55 осіб (2010; 58 у 2002).
Національний склад:
- чуваші — 100 %